# Bridge of Spies
Bridge of Spies (en español estrenada como El puente de los espías y Puente de espías) es una película dramática de 2015, dirigida por Steven Spielberg, escrita por Matt Charman y los hermanos Coen y protagonizada por Tom Hanks, Mark Rylance, Amy Ryan y Alan Alda. La película está basada en la detención del espía ruso Rudolf Abel en 1957 y el denominado incidente del U-2, ocurrido el primero de mayo de 1960, durante la Guerra Fría.
El rodaje comenzó el 8 de septiembre de 2014 en Brooklyn, Nueva York. Touchstone Pictures estrenó la película en Estados Unidos el 16 de octubre de 2015 y 20th Century Fox la distribuye en el resto del mundo.

## Sinopsis
La película narra los hechos sucedidos en Norteamérica en 1957 sobre la detención del espía ruso Rudolf Abel y su enjuiciamiento, de cuya defensa se encargó al abogado James B. Donovan, y también el posterior incidente del U-2, ocurrido en 1960, en el que un avión norteamericano cayó derribado en la Unión Soviética, en plena Guerra Fría. A Donovan se le encomendó negociar el intercambio de Francis Gary Powers, el piloto del avión norteamericano derribado, por Rudolf Abel.

## Argumento
En 1957, la Guerra Fría está en su punto más alto: los Estados Unidos y la Unión Soviética se temen entre sí por sus capacidades nucleares, las dos partes envían espías y los cazan. En la  ciudad de Nueva York, Rudolf Abel es arrestado y acusado de espiar para la Unión Soviética. Se nombra al abogado de seguros James B. Donovan para defender a Abel, de modo que el juicio de Abel se considere justo. Comprometido con el principio de que el acusado merece una defensa enérgica, monta la mejor defensa posible de Abel, negándose en el camino a cooperar en los intentos de la Agencia Central de Inteligencia (CIA) de inducirlo a violar la confidencialidad de sus comunicaciones con su cliente.
Abel es condenado, pero Donovan convence al juez de que le ahorre a Abel la pena de muerte porque Abel había estado sirviendo a su país con honores y podría resultar útil para un futuro intercambio de prisioneros; Abel está condenado a 30 años. Donovan  apela la condena ante el Tribunal Supremo de los Estados Unidos basándose en la falta de una orden de registro para la incautación de los equipos de cifrado y fotografía de Abel. Por su posición de principios, Donovan y su familia son acosados, incluidos disparos contra su casa. Se mantiene la condena.
En 1960, Francis Gary Powers es un piloto que participa en el programa ultrasecreto del avión espía U-2 de la CIA, y es derribado sobre la URSS. Es capturado y sentenciado a un juicio espectáculo, a diez años de reclusión, incluidos tres años de prisión.
Donovan recibe una carta de Alemania del Este, supuestamente enviada por la esposa de Abel, en la que le agradece e insta a que se ponga en contacto con su abogado en Alemania, cuyo nombre es Vogel. La CIA piensa que esto es un  mensaje de canal secundario que insinúa a Estados Unidos que la URSS está dispuesta a intercambiar al piloto Gary Powers por el agente secreto Abel. Extraoficialmente le piden a Donovan que vaya a Berlín para negociar el intercambio; llega justo cuando el Muro de Berlín está subiendo. 
Cruza a Berlín Oriental en el metro con un permiso especial, luego camina por la calle, le roban su abrigo y se reúne con un oficial del KGB en la embajada soviética, en donde simulan presentar a su esposa y madre en un salón. Él les dice que la liberación de Abel será posible solamente con un intercambio. Al cumplir el objetivo de obtener y confirmar esa información, se retiran con paso militar. El representante de la URSS habla con Donovan en otro salón, y Donovan pide liberar a dos prisioneros, el piloto y un estudiante recientemente capturado en Alemania. Extrañados por esa propuesta, sospechan que el estudiante es un espía, pero consideran que es un asunto de Alemania Oriental y luego se le dirige a Vogel Sebastian Koch, que representa al fiscal general de la República Democrática Alemana, en donde dice ser solamente un abogado y no representar al gobierno. El fiscal general de Alemania busca intercambiar a Abel por un estudiante graduado estadounidense llamado Frederic Pryor, que había sido arrestado recientemente en Alemania Oriental, y del que todos sospechan es un espía. En el proceso, la RDA espera obtener el reconocimiento oficial de Estados Unidos, al pedir que el intercambio sea en un puente público y con la prensa, considerando a Donovan un enviado especial del gobierno de Estados Unidos, pero que no lo quiere reconocer frente a las autoridades del gobierno de Alemania para no darle el nivel de reconocimiento a Alemania.
La CIA quiere que Donovan ignore a Pryor, pero él insiste en que tanto Pryor como Powers sean intercambiados por Abel. Alemania lo rechaza, presionan y detienen para investigar, porque dudan de que él sea solamente un abogado, al ser liberado y cuando todo parece perdido, en un mensaje al fiscal general, él fanfarronea con una propuesta independiente a un traductor oficial de Alemania, pero que también colabora con el gobierno de la Unión Soviética, y siempre consideraron a Donovan como un alto enviado representante del gobierno de Estados Unidos, liberarán al estudiante Pryor y a Powers por Abel, o no habrá acuerdo, confirmando que Abel ya está en camino y todo saldrá bien, deben responder por teléfono a la embajada de Estados Unidos. 
El intercambio del piloto Powers y el agente Abel se lleva a cabo en el Puente Glienicke en la noche, y el estudiante Pryor será liberado simultáneamente en Checkpoint Charlie. La tensión aumenta cuando Pryor no llega. La CIA, todavía preocupada principalmente por Powers, le dice a Abel que puede irse, pero él se niega a moverse, al darse cuenta de que faltaba otro por ser liberado y querer ayudar a su abogado. Se confirma que el estudiante Pryor ha sido liberado y se lleva a cabo el intercambio.
Al día siguiente, de vuelta en Estados Unidos, el gobierno reconoce públicamente a Donovan por negociar el trato para liberar a Powers, que rehabilita su imagen pública.

## Elenco
- Tom Hanks como James B. Donovan.
- Mark Rylance como Rudolf Ivánovich Abel.
- Amy Ryan como Mary McKenna Donovan.
- Alan Alda como Thomas Watters.
- Scott Shepherd como Hoffman.
- Will Rogers como Frederic Pryor.
- Austin Stowell como Francis Gary Powers.
- Billy Magnussen como Doug Forrester.
- Eve Hewson como Carol Donovan.
- Sebastian Koch como el abogado alemán Vogel.
- Jesse Plemons como Murphy.
- Michael Gaston como Agente Williams.
- Peter McRobbie como Allen Dulles.
- Domenick Lombardozzi como Agente Blasco.
- Will Rogers como Frederic Pryor.
- Dakin Matthews como Juez Mortimer W. Byers.
- Burghart Klaußner como Harald Ott.
- Mijaíl Gorevói como Ivan Shischkin.
- Stephen Kunken como William F. Tompkins.
- Noah Schnapp como Roger Donovan.
- Jillian Lebling como Peggy Donovan.

## Producción

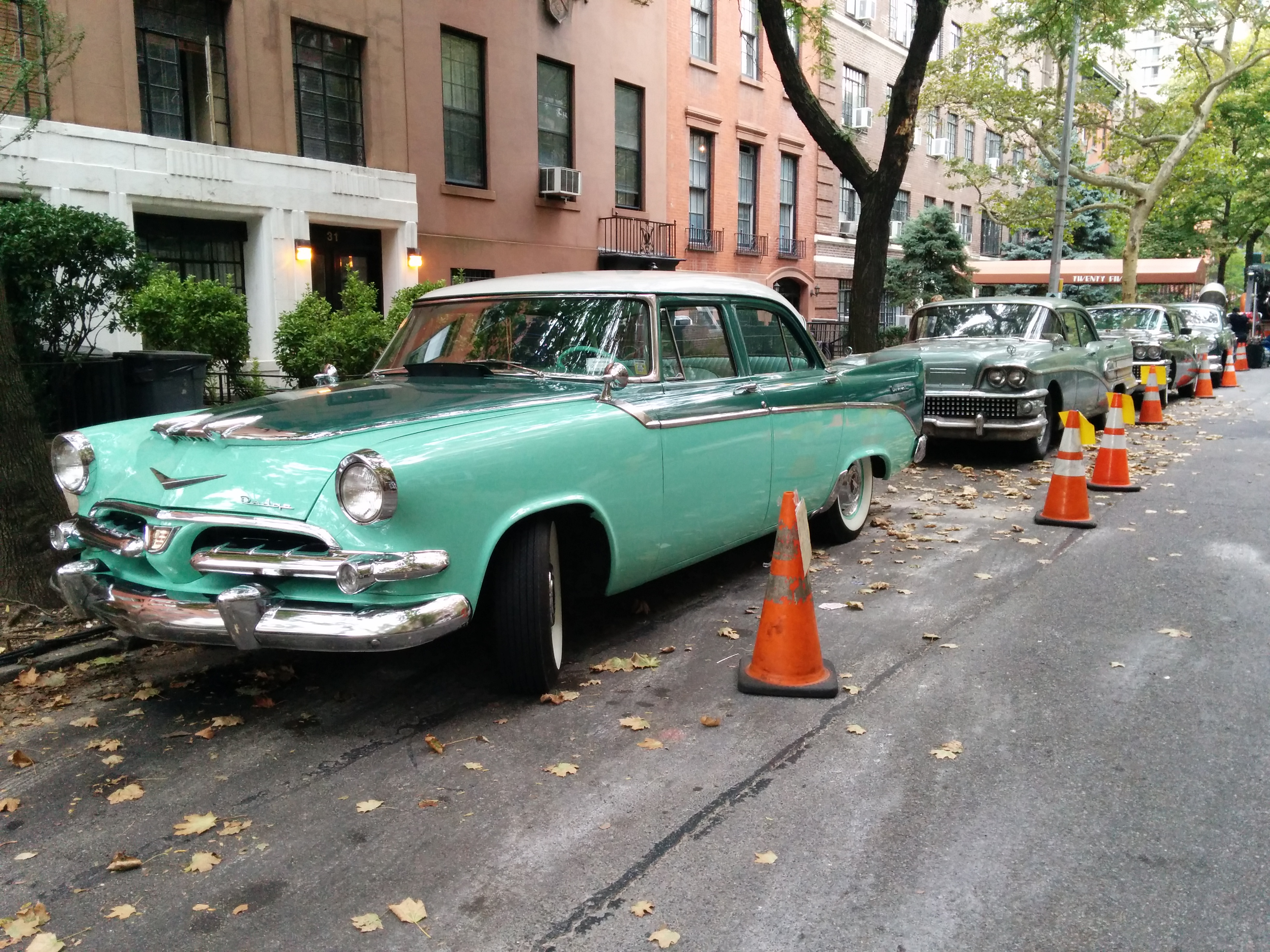
Vehículos en Monroe Place durante la filmación

### Desarrollo
St. James Place fue dada a Matt Charman, que escribió los primeros inicios del guion. Luego se lo presentó a DreamWorks, cuyo cofundador Steven Spielberg lo encontró interesante y decidió dirigirlo. Marc Platt y Kristie Macosko Krieger se unieron como productores junto a Spielberg. Joel Coen e Ethan Coen revisaron el guion original de Matt Charman. En junio de 2014, 20th Century Fox estuvo de acuerdo en financiar la película con DreamWorks y Participant, con los derechos de distribución siendo divididos entre Disney y Fox.

### Elección del elenco
En mayo de 2014, se anunció que Tom Hanks sería James B. Donovan y Mark Rylance sería el co-protagonista junto a Hanks. Amy Ryan, Alan Alda, Billy Magnussen y Eve Hewson, también estarían en la película. Participant Media coprodujo la película.

### Rodaje

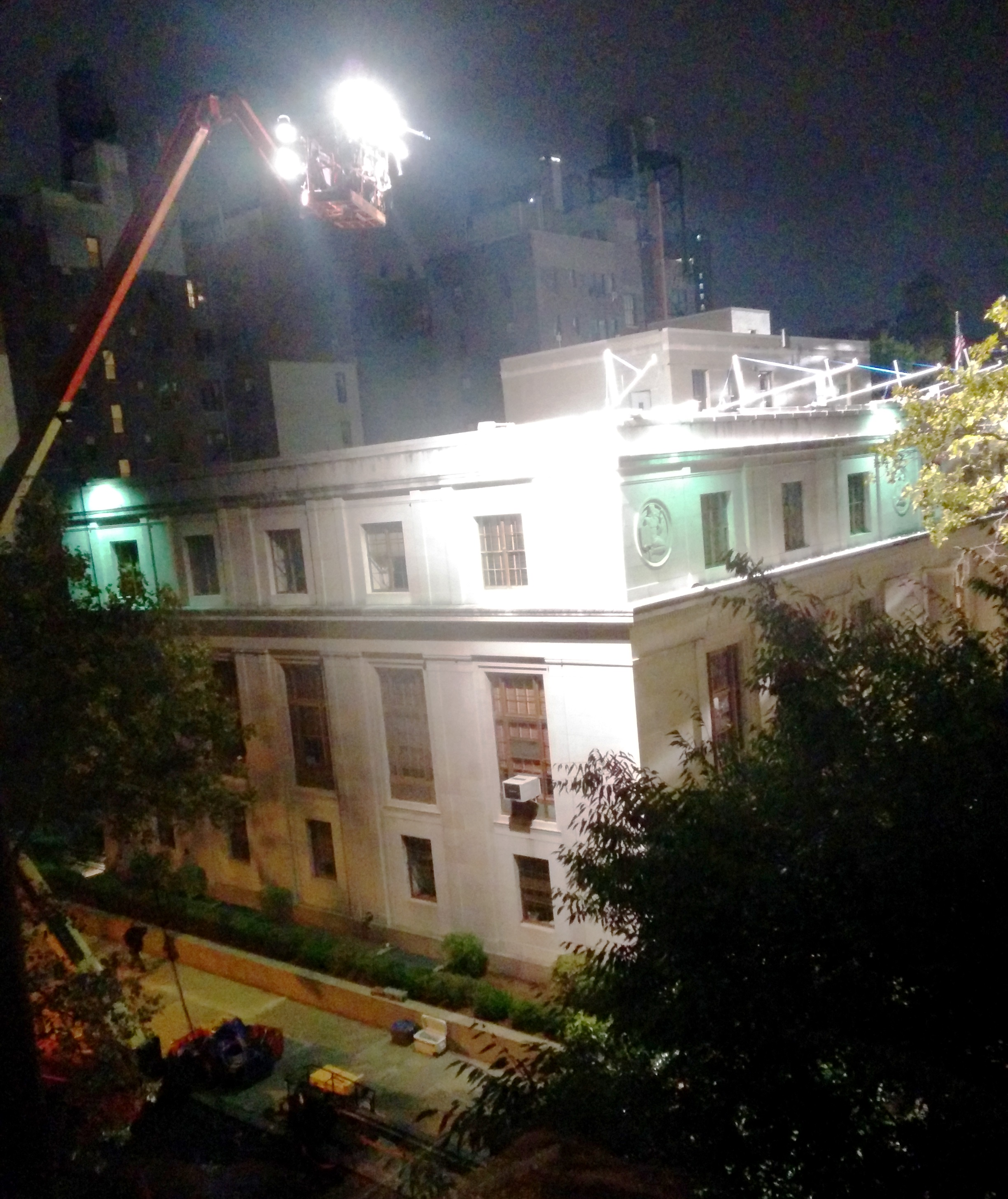
Luces durante la filmación

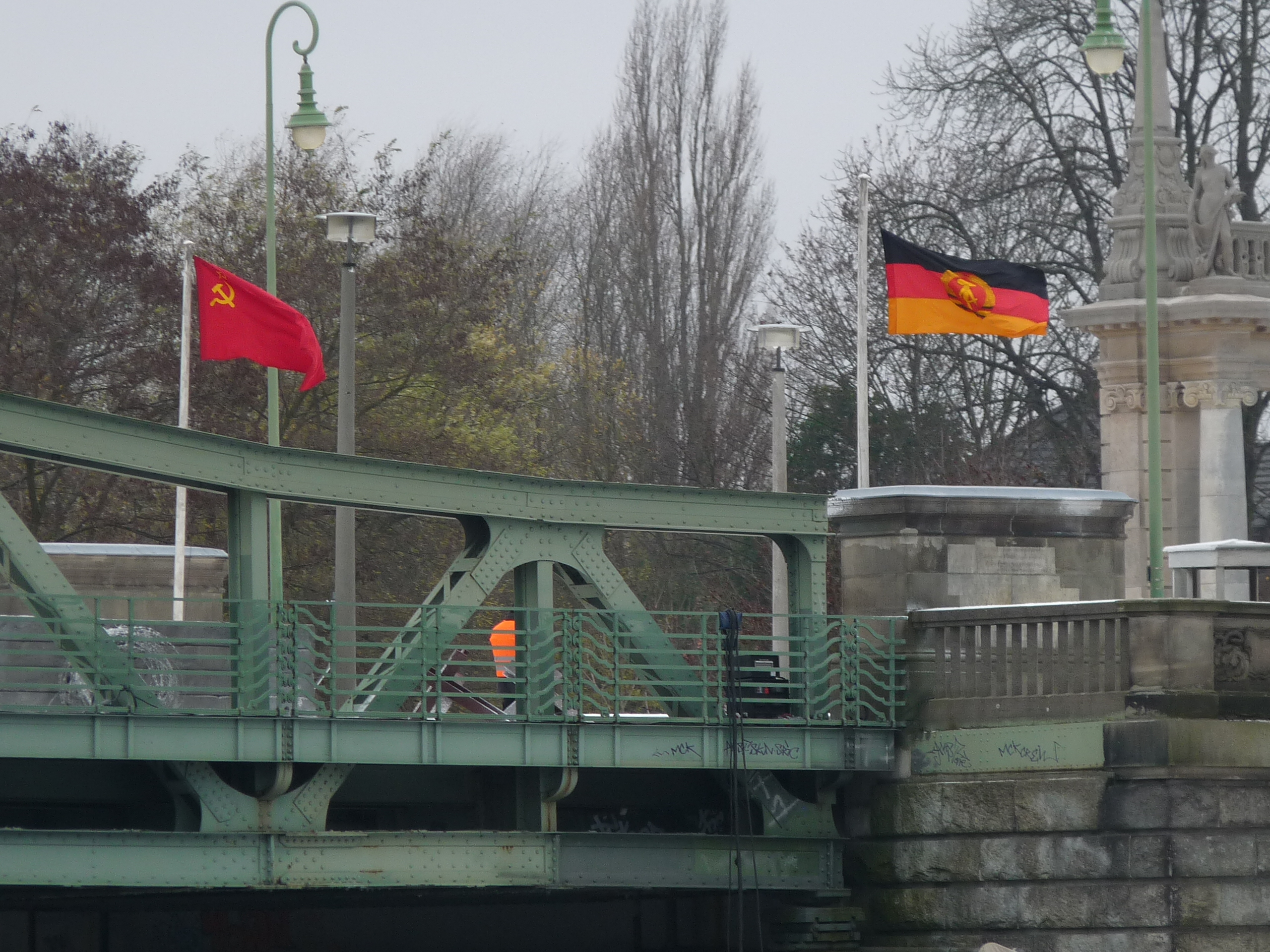
Puente de Glienicke en Potsdam / Berlín durante el rodaje

El rodaje empezó el 8 de septiembre de 2014 en Brooklyn, Nueva York. El 14 de septiembre, la filmación ocurrió en DUMBO (un barrio de Brooklyn). El 15 de septiembre, continuó en Astoria, entre el Parque Astoria y Ditmars Boulevard. La filmación fue hecha en 18 Street y la Avenida 26 en Astoria. El 26 de septiembre, la filmación ocurrió en Henry Street y Love Lane en Brooklyn Heights. El 19 de septiembre, la filmación ocurrió en Hicks Street y Pineapple Street.
A comienzos de octubre, después que terminara el rodaje de Nueva York, la producción continuó en los Babelsberg Studio en Berlín y Potsdam (Alemania). La filmación empezó en el Aeropuerto de Berlín-Tempelhof en octubre. Angela Merkel visitó el set.
El rodaje terminó el 4 de diciembre.
La filmación también tuvo lugar en Breslavia, Polonia en noviembre.

### Posproducción
El 2 de octubre de 2014, Michael Kahn fue confirmado como el editor de la película.

### Precisión histórica
Bridge of Spies  se basa en hechos reales, pero la película se aparta del registro histórico, aunque los críticos han elogiado la película y han argumentado que tales salidas están permitidas. Los comentaristas han notado que el acortamiento de los intervalos de tiempo en la película a veces da una impresión engañosa. Se toma cierta licencia en la representación del Muro de Berlín; Donovan no vio cómo disparaban contra los fugitivos del muro de Berlín; los más similares a los que se muestran fueron el asesinato de Peter Fechter, el verano  después  del intercambio de poderes / Abel en el Puente Glienicke. Las circunstancias de la detención de Frederic Pryor no se describieron con precisión: no pudo haber cruzado un muro parcialmente construido y fue condenado por obtener material "confidencial".
Aparte de la representación del Muro, es notable que Donovan no sufrió la violencia descrita: no le dispararon en su casa y no le robaron el abrigo. La película también cambió la ubicación de la sugerencia de Donovan al juez de salvar a Abel en aras de un posible intercambio, que se hizo en la corte. Donovan se presenta en la película como un abogado de práctica privada con poca conexión con el gobierno o sus servicios de inteligencia. Durante la Segunda Guerra Mundial, Donovan se desempeñó como abogado general de la Oficina de Servicios Estratégicos (OSS), poco antes de que se reorganizara como CIA.
Abel, un oficial de inteligencia soviético nacido en Inglaterra (cuyo nombre real era William G. Fisher) probablemente hizo su mejor trabajo para la Unión Soviética no como espía en una guarida desordenada de la ciudad de Nueva York llena de equipos de radio, sino antes y durante la Segunda Guerra Mundial, cuando capacitó a agentes y operadores de radio para el trabajo clandestino en las regiones ocupadas por los alemanes. Se cree que este entrenamiento fue fundamental para lo que su mentor, Pavel Sudoplatov, más tarde llamó una de las operaciones de engaño por radio más importantes de la guerra.
Hubo cierta controversia sobre la decisión de Rylance de retratar a Abel con acento escocés, a pesar de que Abel nació y se educó completamente en la región de Tyneside de Inglaterra donde se habla Geordie.
Frederic Pryor declaró en una entrevista que varios detalles de la trama relacionados con su participación eran incorrectos. No cruzó el muro de Berlín durante su construcción, ya que estaba de vacaciones en Dinamarca en ese momento. Fue detenido después de su regreso, cuando cruzó a Berlín Oriental para visitar a la hermana de un amigo; había huido a Berlín Occidental utilizando "algún tipo de manipulación de pasaporte", y su apartamento estaba bajo vigilancia para atrapar a cualquiera que intentara recuperar su contenido. Pryor también declaró que la representación de Wolfgang Vogel en la película era injusta. La película muestra el avión U2 de Powers siendo alcanzado por una descarga de tres  SAM pero se lanzaron más de 14. Un caza MiG-19 que se apresuró a interceptar el avión también fue derribado por fuego amigo durante esta salva, matando al piloto  Sergei Safronov.
El blog visual La información es hermosa  dedujo que, si bien se tenía en cuenta la licencia creativa, la película tenía un 88,8% de precisión, calificándola de "bastante veraz, reflejando una tendencia general en Hollywood a contar historias precisas".

## Estreno
La película se estrenó el 4 de octubre en el Festival de Cine de Nueva York y el 16 de octubre de 2015 en Estados Unidos.
Walt Disney Studios Motion Pictures distribuiye la película en América del Norte por Touchstone Pictures.

## Premios
Premios Óscar
| Año  | Categoría                  | Trabajo Nominado                                      | Resultado |
| ---- | -------------------------- | ----------------------------------------------------- | --------- |
| 2016 | Mejor película             | Steven Spielberg, Marc Platt, Kristie Macosko Krieger | Nominada  |
| 2016 | Mejor actor de reparto     | Mark Rylance                                          | Ganador   |
| 2016 | Mejor guion original       | Matt Charman y los hermanos Coen                      | Nominada  |
| 2016 | Mejor banda sonora         | Thomas Newman                                         | Nominada  |
| 2016 | Mejor sonido               | Drew Kunin, Andy Nelson, Gary Rydstrom                | Nominada  |
| 2016 | Mejor diseño de producción | Adam Stockhausen, Rena DeAngelo, Bernhard Henrich     | Nominada  |

Premios BAFTA
| Año  | Categoría              | Trabajo Nominado | Resultado |
| ---- | ---------------------- | ---------------- | --------- |
| 2016 | Mejor película         | Bridge of Spies  | Nominado  |
| 2016 | Mejor director         | Steven Spielberg | Nominado  |
| 2016 | Mejor Actor de reparto | Mark Rylance     | Ganador   |

Premios Sant Jordi
| Año  | Categoría                          | Trabajo Nominado | Resultado |
| ---- | ---------------------------------- | ---------------- | --------- |
| 2016 | Mejor Actor en película extranjera | Mark Rylance     | Ganador   |